# Yolande van Jeruzalem
Yolande van Brienne (Akko, 1212 — Andria, 25 april 1228), ook Isabella II genoemd, was een prinses van Franse afkomst die koningin van Jeruzalem en keizerin-gemalin van het Heilige Roomse Rijk werd.

## Jeugd
Yolande werd geboren in Akko, als het enige kind van Jan van Brienne en Maria van Monferrato, koningin van Jeruzalem. Haar moeder Maria was weer een dochter van Isabella van Jeruzalem van haar tweede man Koenraad I, en ook erfgenaam na haar moeders dood van het Koninkrijk van Jeruzalem.
Haar moeder Maria overleed na de bevalling van haar in 1212, mogelijk door kraamvrouwenkoorts. Door dit voorval werd Yolande al na een paar dagen tot koningin van Jeruzalem benoemd, nadat ze nog maar een paar dagen oud was. Haar vader maakte geen aanspraak op de troon, maar werd wel benoemd tot regent voor haar.

## Huwelijk met Frederik

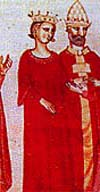
Isabelle en Frederik II

Frederik II, koning van Duitsland en Sicilië had zich deels bewezen tijdens de Vijfde Kruistocht, door troepen te sturen, maar faalde door zelf het leger te kunnen leiden, ondanks verwoede aanmoedigingen van paus Honorius III en later Gregorius IX, dit omdat hij zijn positie en bestuur in Duitsland en Italië moest veiligstellen voordat hij uiteindelijk mee kon gaan op kruistocht. Later beloofde Frederik opnieuw om op kruistocht te gaan, nadat hij in 1220 door Honorius III tot Heilig Rooms keizer was gekroond.
Yolande's toekomst werd beklonken tijdens een ontmoeting tussen Johannes van Brienne, paus Honorius, en Frederik II in de stad Ferentino in 1223. Frederik zegde eindelijk toe op kruistocht te gaan, maar alleen als erkende koning van Jeruzalem, en dit was alleen mogelijk door de jonge koningin Yolande/Isabelle II tot zijn vrouw te nemen. De paus hoopte met dit verbond dat de keizer nu gebonden was aan de Zesde Kruistocht. Het huwelijk werd goedgekeurd, maar de keizer stelde zijn vertrek nog uit tot augustus 1225, toen hij en Yolande trouwden met de handschoen in de stad Akko. In de dagen daarna werd Yolande gekroond tot koningin van Jeruzalem.
De nu gekroonde koningin ging vervolgens naar Italië en trouwde nu persoonlijk met Frederik in de kathedraal van Brindisi op 9 november 1225. Tijdens deze ceremonie verklaarde Frederick zichzelf als Frederik van Jeruzalem. Direct daarop zag Frederik erop toe dat zijn schoonvader Johannes van Brienne, die op dat moment regent van Jeruzalem was, van zijn titels werd ontdaan, en dat de rechten werden overgedragen. Ondanks zijn nieuwe hoedanigheid als koning van Jeruzalem, nam Frederik zijn tijd om te vertrekken op kruistocht. Dit leidde in 1227 tot excommunicatie door paus Gregorius IX vanwege zijn falen in het vervullen van zijn kruisvaartbelofte.

## Dood
Na haar huwelijk werd Yolande in afzondering gehouden door haar man. Ze bracht haar tijd door te midden van Frederiks harem in Palermo. In november 1226 kreeg ze haar eerste kind, een dochter (volgens bronnen had ze de naam Margeratha). De baby overleed in augustus 1227. Frederik vertrok daarna uiteindelijk vanuit Brindisi op 8 september 1227 naar Jeruzalem, maar voelde zich ziek nabij Otranto, waar Lodewijk IV van Thüringen aan land werd gezet. Frederik stelde zijn reis even uit om te herstellen. In de tussentijd beviel Yolande op 25 april 1228 te Andria van haar tweede kind, een zoon genaamd Koenraad. Ze overleed tijdens de bevalling en werd begraven in de kathedraal van Andria. Frederik vervolgde daarna zijn reis naar Jeruzalem op 28 juni 1228.

## Voorouders
| Voorouders van Yolande van Jeruzalem (1212-1228) | Voorouders van Yolande van Jeruzalem (1212-1228)                    | Voorouders van Yolande van Jeruzalem (1212-1228)                    | Voorouders van Yolande van Jeruzalem (1212-1228)                    | Voorouders van Yolande van Jeruzalem (1212-1228)                    | Voorouders van Yolande van Jeruzalem (1212-1228)                         | Voorouders van Yolande van Jeruzalem (1212-1228)                         | Voorouders van Yolande van Jeruzalem (1212-1228)                         | Voorouders van Yolande van Jeruzalem (1212-1228)                         |
| ------------------------------------------------ | ------------------------------------------------------------------- | ------------------------------------------------------------------- | ------------------------------------------------------------------- | ------------------------------------------------------------------- | ------------------------------------------------------------------------ | ------------------------------------------------------------------------ | ------------------------------------------------------------------------ | ------------------------------------------------------------------------ |
| Overgrootouders                                  | Wouter II van Brienne (1095-1161) ∞ Adela van Soissons (1145-1184)  | Wouter II van Brienne (1095-1161) ∞ Adela van Soissons (1145-1184)  | Amadeus II van Montfaucon (1130-1195) ∞ Beatrix van Joinville (-)   | Amadeus II van Montfaucon (1130-1195) ∞ Beatrix van Joinville (-)   | Willem V van Monferrato (1110-1191) ∞ Judith van Oostenrijk (1115–1168)  | Willem V van Monferrato (1110-1191) ∞ Judith van Oostenrijk (1115–1168)  | Amalrik I van Jeruzalem (1136-1174) ∞ Maria Comnena (1154–1217)          | Amalrik I van Jeruzalem (1136-1174) ∞ Maria Comnena (1154–1217)          |
| Grootouders                                      | Erard II van Brienne (1130-1190) ∞ Agnes van Montfaucon (1150-1200) | Erard II van Brienne (1130-1190) ∞ Agnes van Montfaucon (1150-1200) | Erard II van Brienne (1130-1190) ∞ Agnes van Montfaucon (1150-1200) | Erard II van Brienne (1130-1190) ∞ Agnes van Montfaucon (1150-1200) | Koenraad van Monferrato (1144-1192) ∞ Isabella van Jeruzalem (1172-1205) | Koenraad van Monferrato (1144-1192) ∞ Isabella van Jeruzalem (1172-1205) | Koenraad van Monferrato (1144-1192) ∞ Isabella van Jeruzalem (1172-1205) | Koenraad van Monferrato (1144-1192) ∞ Isabella van Jeruzalem (1172-1205) |
| Ouders                                           | Jan van Brienne (1148-1237) ∞ Maria van Jeruzalem (1192-1212)       | Jan van Brienne (1148-1237) ∞ Maria van Jeruzalem (1192-1212)       | Jan van Brienne (1148-1237) ∞ Maria van Jeruzalem (1192-1212)       | Jan van Brienne (1148-1237) ∞ Maria van Jeruzalem (1192-1212)       | Jan van Brienne (1148-1237) ∞ Maria van Jeruzalem (1192-1212)            | Jan van Brienne (1148-1237) ∞ Maria van Jeruzalem (1192-1212)            | Jan van Brienne (1148-1237) ∞ Maria van Jeruzalem (1192-1212)            | Jan van Brienne (1148-1237) ∞ Maria van Jeruzalem (1192-1212)            |